# Dillenburg (stad)

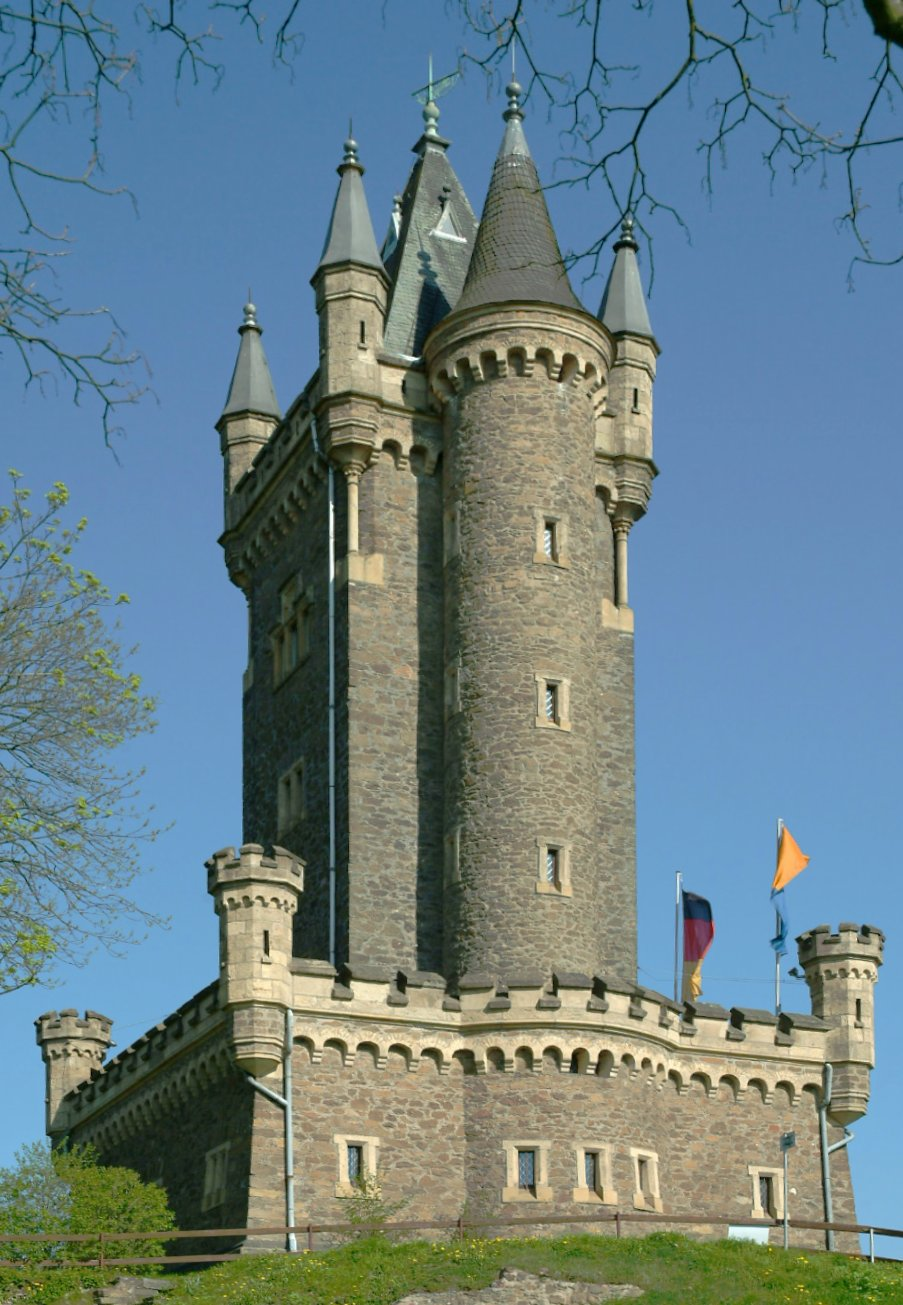
De Wilhelmsturm, die in 1873 gebouwd werd ter herinnering aan Willem van Oranje.

Dillenburg (sinds 2017 officieel Duits Oranienstadt Dillenburg) is een gemeente in de Duitse deelstaat Hessen, gelegen in het district Lahn-Dill-Kreis. De stad telt 23.261 inwoners.
Dillenburg dankt zijn welstand aan de mijnbouw, hoogovens, tabaks- en leerindustrie en de aldaar gevestigde overheidsinstellingen. Het is de geboorteplaats van Willem van Oranje.

## Slot Dillenburg

Binnenstad van Dillenburg

Het belangrijkste historische monument van de stad is Slot Dillenburg, althans de weinige resten die daarvan over zijn. Het is het voorvaderlijke kasteel van het Huis Nassau en stond op een 292 meter hoge heuveltop. Juliana van Stolberg heeft er gewoond; o.a. Willem van Oranje en zijn broer Jan VI van Nassau-Dillenburg zijn er geboren.
Tijdens de Zevenjarige Oorlog kwamen de Fransen in Dillenburg. In 1760 beschoten zij het slot vanaf de andere kant van de Dill. Het slot brandde af en de resten worden gesloopt. Ter herinnering aan Willem van Oranje  financierde prinses Marianne, dochter van koning Willem I, in 1872 de bouw van de Wilhelmsturm, op de plaats van het slot. In de Wilhelmsturm is thans het Oranje- en Stadsmuseum gevestigd.

## De Kerk
Dillenburg is kerks en behoudend, en draagt het calvinistische stempel van Jan van Nassau-Dillenburg. De rooms-katholieke godsdienst wordt uit het kasteel geweerd. Pas in de tijd van stadhouder Willem V mogen enkele rooms-katholieken en luthersen uit Dillenburg in een overgebleven ruimte van het slot, de oranjerie, diensten houden en keert de rooms-katholieke godsdienst daar terug.
Onderaan de berg van Slot Dillenburg ligt de Johanniskerk uit 1491. Deze is met steun van de Duitse keizer en koningin Wilhelmina gerestaureerd. Jan van Nassau, zijn beide ouders en enkele nazaten zijn hier begraven.
Op de zolder van deze kerk sticht Jan van Nassau een latijnse school, die daar 200 jaar bestaan heeft, en de voorloper is van het huidige gymnasium, de Wilhelm-von-Oranien-Schule. 
De kerk heeft een 500 jaar oude klok. Willem van Oranje is bij de ingebruikneming aanwezig geweest. Ook heeft hij zijn zoon Maurits daar laten dopen.

## Geografie
Dillenburg heeft een oppervlakte van 83,88 km². Het is gelegen aan de Dill, een riviertje dat bij Wetzlar in de Lahn stroomt.

## Stadsdelen
- Donsbach
- Eibach
- Frohnhausen
- Manderbach
- Nanzenbach
- Niederscheld
- Oberscheld

## Geboren
- 1487: Willem I van Nassau-Dillenburg
- 1533: Willem van Oranje
- 1538: Lodewijk van Nassau
- 1540: Adolf van Nassau
- 1550: Hendrik van Nassau
- 1560: Willem Lodewijk van Nassau-Dillenburg
- 1562: George van Nassau-Dillenburg
- 1567: Maurits van Oranje
- 1583: Jan VIII van Nassau-Siegen
- 1604: Johan Maurits van Nassau-Siegen

Aßlar · Bischoffen · Braunfels · Breitscheid · Dietzhölztal · Dillenburg · Driedorf · Ehringshausen · Eschenburg · Greifenstein · Haiger · Herborn · Hohenahr · Hüttenberg · Lahnau · Leun · Mittenaar · Schöffengrund · Siegbach · Sinn · Solms · Waldsolms · Wetzlar
 Breda · 
 Buren · 
 Diest · 
 Dillenburg · 
 Orange ·